# Ted Turner
Robert Edward "Ted" Turner III, född 19 november 1938 i Cincinnati i Ohio, är en amerikansk affärsman, mediamogul och filantrop.
Turner växte upp i Savannah i Georgia. Han är grundare till CNN, Turner Broadcasting System och Turner Entertainment. 
Han har också kommit på idén till Captain Planet and the Planeteers. Turner ägde tidigare MLB-klubben Atlanta Braves, vars hemmaarena heter Turner Field.
Från 1991 till 2001 var Turner gift med skådespelerskan Jane Fonda.

### Fotnoter
1. ↑  Eve M. Kahn (3 mars 1991). ”Television; Cartoons for a Small Planet” (på engelska). New York Times. http://www.nytimes.com/1991/03/03/arts/television-cartoons-for-a-small-planet.html. Läst 9 mars 2015.